# Кок, Томас
Томас Кок (нидерл. Thomas Kok; 15 мая 1998 года, Тилбург) — нидерландский футболист, защитник клуба «Де Графсхап»

## Карьера
Кок — воспитанник клуба «’т Занд». С сезона 2016/2017 привлекается к основному составу команды «Виллем II». 14 мая 2017 года дебютировал в Эредивизи в поединке против «Аякса», выйдя в стартовом составе и проведя на поле весь матч.
В июле 2018 года перешёл в «Дордрехт», подписав с клубом контракт на два года.
Летом 2025 года стал игроком «Де Графсхапа», подписав контракт на один год с возможностью продления ещё на один сезон.